# Погорелец, Иван Ефимович
Ива́н Ефи́мович Погоре́лец (27 ноября 1926, Вязовка, Башкирская АССР — 25 ноября 2010, Челябинск) — советский металлург, Герой Социалистического Труда (1966).

## Биография
Родился 27 ноября 1926 года в деревне Вязовка ныне Давлекановского района Республики Башкирия в крестьянской семье. По окончании 7 классов школы работал в Казахстане механизатором, трактористом и комбайнёром.
В 1943—1950 годах служил в рядах Советской Армии. Участник Великой Отечественной войны в составе войск полевой артиллерии. Участник боёв в Белоруссии и Польше, был ранен и контужен. Три месяца провёл в госпитале, после чего принимал участие в боях под Кёнигсбергом (ныне — Калининград).
С 1951 года жил в городе Челябинск. С 1954 года, после окончания Челябинского металлургического техникума, работал вырубщиком, старшим оператором-вальцовщиком, оператором главного поста управления стана горячей прокатки обжимного цеха № 2 Челябинского металлургического завода (до 1980). В ходе освоения блюминга 1180 способствовал значительному перекрытию его проектной мощности; осваивал технологии прокатки новых марок стали. Активный рационализатор.
В 1980—1985 годах мастер производственного обучения в ПТУ № 37. С 1985 года И. Е. Погорелец — на пенсии.
Избирался делегатом XXIV съезда КПСС (1971), депутатом Верховного Совета СССР 9-го созыва.
Скончался 25 ноября 2010 года. Похоронен в Челябинске на Успенском кладбище.

## Награды
- Указом Президиума Верховного Совета СССР от 22 марта 1966 года за выдающиеся успехи, достигнутые в развитии чёрной металлургии, Погорельцу Ивану Ефимовичу присвоено звание Героя Социалистического Труда с вручением золотой медали «Серп и Молот»
- Награждён орденами Ленина (22.03.1966), Отечественной войны 2-й степени (11.03.1985), 4 боевыми медалями и Медаль «За доблестный труд. В ознаменование 100-летия со дня рождения Владимира Ильича Ленина»
- Почётный гражданин Челябинска (19.09.1978)